# Denis Ciobotariu
Denis Ciobotariu (Bucarest, 10 de junio de 1998) es un futbolista rumano que juega de defensa en el Rapid de Bucarest de la Liga I.
Es hijo del exfutbolista y entrenador Liviu Ciobotariu.

## Trayectoria
Ciobotariu comenzó su carrera deportiva en el FC Dinamo de Bucarest en 2017, siendo cedido ese mismo año al AFC Chindia Târgoviște.
En enero de 2020 fichó por el CFR Cluj.

## Selección nacional
Ciobotariu fue internacional sub-19 y sub-21 con la selección de fútbol de Rumania. También lo fue con la absoluta, con la que debutó el 24 de marzo de 2025 en un encuentro de clasificación para el Mundial 2026 ante San Marino.

## Clubes
| Club                            | País    | Año       |
| ------------------------------- | ------- | --------- |
| Dinamo Bucarest                 | Rumania | 2017-2020 |
| AFC Chindia Târgoviște (cedido) | Rumania | 2017-2018 |
| CFR Cluj                        | Rumania | 2020-2022 |
| F. C. Voluntari (cedido)        | Rumania | 2022      |
| Sepsi Sfântu Gheorghe           | Rumania | 2022-2025 |
| Rapid de Bucarest               | Rumania | 2025-     |

## Palmarés

### Títulos nacionales
| Título               | Club                  | País    | Año  |
| -------------------- | --------------------- | ------- | ---- |
| Liga I               | CFR Cluj              | Rumania | 2020 |
| Supercopa de Rumania | CFR Cluj              | Rumania | 2020 |
| Liga I               | CFR Cluj              | Rumania | 2021 |
| Supercopa de Rumania | Sepsi Sfântu Gheorghe | Rumania | 2022 |
| Copa de Rumania      | Sepsi Sfântu Gheorghe | Rumania | 2023 |
| Supercopa de Rumania | Sepsi Sfântu Gheorghe | Rumania | 2023 |